# مصحة ويفرلي هيلز
مصحة ويفرلي هيلز هي مصحة قديمة بنيت عام 1910 تقع في شارع 8101 ديكسي السريع بمدينة لويزفيل في ولاية كنتاكي بالولايات المتحدة. افتتحت المصحة في عام 1914 كمصحة لمرضى السل والذي كان يسمى الموت الأبيض ولكون السل في ذلك الوقت من الأمراض المستعصية والتي لا علاج لها ولَم يصل الطب إلى المضادات الحيوية لهذا المرض كان السل مثل السرطان ينتشر حول ارجاء العالم
```
مستشفى والسل
```

كان الأطباء مستشفى يعتقدون ان الحل الوحيد الذي يساعد على تخفيف هذا الوباء هو تعرض المرضى إلى الهواء النقي وأشعة الشمس ولكن بعد انتهاء الحرب العالمية الأولى زاد الطين بله حيث عاد الجنود من الساحة المعركة وهم مصابين بالسل ولكون المستشفى صغير ذلك الوقت والاسرة تتسع ل20 سرير قررت الحكومة الأمريكية بتوسعة المستشفى ليشمل 5 طوابق بالإضافة إلى زيادة عدد الاسرة من 20 سرير إلى 400 سرير

## الرعاية الصحية في المستشفى
يقال بان الرعاية في المصحة كان رديئة وسيئة حيث يقوم الأطباء بجر المرضى بجانب شباك المصحة لتعرضهم لاشعة الشمس واستنشاقهم الهواء الطازج والنقي وذلك بحسب زعمهم سيشفون من هذا الوباء وفِي الحقيقة ان بعض المرضى استعادوا عافيتهم وغادروا وأما الذين تطول عافيتهم يقوم الأطباء بجرهم كالحيوانات إلى حديقة المستشفى وخاصة في الشتاء القارس وتنخفض درجات الحرارة لدون الصفر بل حتى يقوم الأطباء يستخدمون المرضى كفئران التجارب حيث كانوا يخلعون ضلع أو ضلعين من القفص الصدري للمريض حتى يترك للرئة المساحة الاوسع للتمدد أو التنفس واحيانا يتركون الصدر مفتوحا لكي تتعرض الرئة لاشعة الشمس بل حتى قام بعض الأطباء بوضع البالون إلى رئة المريض وينفخونه حتى تتوسع الرئة
نفق الموت
يقع النفق الموت أسفل المستشفى وقد بني هذا النفق لنقل جثث المرضى الذين لم يكتب لهم الشفاء لمرض السل وسبب حفر هذا النفق حسب زعم الأطباء الحل الأمثل لنقل جثث المتوفين بالسل لكي لا يراها باقي المرضى وكانت الجثث تنقل بواسطة العربة والغريب في الامر ان بعض العاملين لا يحترمون حرمتها فكانوا يكدسونها ويتدحرجون بها كالبراميل إلى سيارة نقل جثث أو عربة نقل جثث مما اكتسبت المصحة سمعة سيئة

## الشائعات: إغلاق المستشفى
كان عام 1961م
في الثلاثينيات من القرن الماضي وقبيل بدء الحرب العالمية الثانية بدء المرض في الانحسار وبدء المرضى في مرحلة الشفاء وذلك بسبب توصل الطب لاكتشاف المضادات الحيوية البدائية التي تقضي على أعراض السل ولكن زاد الانحسار للمرض في الأربعينيات بعد ان توصل الطب لاكتشاف عقاقير ومضادات الحيوية القوية التي تقضي على السل بشكل نهائي وبدء مرضى السل في التقلص لذا لم يعد هناك حاجة لبناء مستشفيات ضخمة وبكلفة تقدر بملايين مما دفع الحكومة الأمريكية في عهد جون كينيدي لإغلاق المستشفى عام 1960م ولكن تم افتتاح المصحة مرة أخرى في عام 1962م أي بعد حوالي عام ولكن هذه المرة ليس لمرضى السل بل افتتحت المصحة لرعاية المسنين.
اغلاقه نهائيا عام 1980م
بعد افتتاح مصحة الرعاية المسنين دارت الشكوك والغموض يدير حولها البعض زعم بان التجارب السرية تجري بداخله والآخرون يعتقدون بان المستشفى افتتح لأمراض العقلية وبعيداً عن التكهنات والشكوك كان المستشفى يدور حوله أشياء غريبة مما أدى إلى اغلاقه نهائيا عام 1980م
مالك المستشفى والتخريب، بعد اغلاقه عام 1980م قرر مالك مستشفى هدمه وتحويله إلى مجمع السكني أو إلى فندق فاخر ولكن حكومة ولاية كنتاكي رفضت هدم المباني الأثرية مما أدى إلى تخريب وتشويه مستشفى بل حتى حفر خنادق لتسقط اساسات المستشفى ولسوء حظه بقي مستشفى صامدا لفترة من الزمن

## مزاعم بوجود الاشباح لمرضى السل
تحول مستشفى إلى ملجأ للمشردين واللصوص ولكن كان اختيارهم لهذا المكان خاطئا حيث شوهد لشبح الفتاة ماري والذي زعم بوجودها اللصوص وقطاع الطرق حيث وجودها في الطابق الثالث وهي تركض بملابس ممزقة ويديها ملطخة بالدماء وهي تصرخ وتطلب النجدة ولكن لا أحد يسمعها في جنح الظلام لتختفي بين جنبات الغرف كما زعم الزوار لهذا المستشفى بوجود الطفل بوبي والذي يركض خلف الكرة الجلدية ليمسكها ولا يبالي بوحشة المستشفى بل حتى وكأنه مستشفى مازال مفتوحا بالإضافة إلى ذلك أصوات لاطفال المصابين بالسل وهم يغنون ويلحنون أغاني القديمة فوق سطح المستشفى والغريب بالأمر بان الأطفال الذي يمرحون ويغنون فوق سطح المستشفى هم نفس الأطفال الذين يؤخذون إلى سطح لتعرضهم لاشعة الشمس وان الأطفال ماتوا فوق هذا السطح بسبب هذا السل بالإضافة إلى ذلك اقسموا الزوار بان شاهدوا شبح لرجل الطباخ وهو في مطبخ المستشفى وهو يجهز الطعام الشهي لمرضى السل والأطباء كما زعم بوجود سيارة السوداء التي تقل جثث الموتى بالسل واقفة بالقرب من النفق وان رجلان إحداهم سائق سيارة ينقل التوابيت إلى السيارة ثم يختفي فجأة والغريب ان لا توجد أي توابيت داخل المصحة

## سر غرفة رقم 502
تقع هذه غرفة في الطابق الخامس وهو أكثر طوابق رعبا لان طابق يحتوي على سجون لمرضى السل الذين لا شفاء لهم بالإضافة إلى وجود غرف الأطفال المصابين بهذا المرض وسكن الممرضات بل الغريب في الامر ان هذه غرفة أكثر رعبا من الطابق الخامس قصة هذه غرفة تعود إلى عام 1929م لإحدى ممرضات العاملات في هذه غرفة والتي اشنقت وانتحرت لأسباب المجهولة وبقيت فترة طويلة معلقة حتى عثروا عليها الفتاة عازبة غير متزوجة ولكن بعد ان شرحوا الأطباء جثتها تبين بأنها حامل ومازال الغموض يلف حول حملها وانتحارها حتى يومنا هذا ولكن قصة الانتحار في هذه الغرفة لم تنتهي ففي عام 1931م سكنت في هذه الغرفة أيضا ممرضة وانتحرت حيث خرجت في إحدى ليالي المقمرة ورمت بنفسها من فوق سطح فهوت ميتة مما زعم العديد من الزوار اليوم بوجود شبح للممرضة
مستشفى وعبدة الشيطان
سرت شائعات في الآونة الاخيرة حول اتخاذ عبدة الشياطين لهذا المكان لممارسة طقوسهم وكهنتهم لذلك قامت الحكومة بوضع السياج حول المكان ووضع الكاميرات المراقبة